# Wasilij Abajew
Wasilij Iwanowicz Abajew (ros. Василий Иванович Абаев, oset. Васо Абайты; ur. 2 grudnia?/15 grudnia 1900 w Kobi koło Stepancimindy, pn. Gruzja; zm. 18 marca 2001 w Moskwie) – rosyjski językoznawca-iranista pochodzenia osetyńskiego, krajoznawca, etymolog.
W 1927 ukończył Leningradzki Uniwersytet Państwowy, był uczniem Nikołaja Marra. Od 1928 był pracownikiem Kaukaskiego Instytutu Historyczno-Archeologicznego w Tyflisie, a od 1945 Instytutu Językoznawstwa Akademii Nauk ZSRR w Leningradzie. Doktor nauk filologicznych (1962), profesor (1969), starszy naukowy pracownik Instytutu Językoznawstwa Akademii Nauk ZSRR, członek rzeczywisty brytyjskiego Royal Society for Asian Affairs (1966), członek korespondent Société Finno-Ougrienne w Helsinkach (1973), zasłużony działacz naukowy Gruzji i Północnej Osetii, laureat Nagrody Państwowej ZSRR (1981); członkiem honorowym kilku zagranicznych akademii i towarzystw naukowych. Jego prace dotyczyły osetyjskiej i irańskiej etymologii w tym pokrewieństwu języków scytyjskich współczesnemu językowi osetyjskiemu, osetyjskiemu folklorowi, iranistyce, ogólnemu językoznawstwu; autor szeregu literaturoznawczych prac poświęconych poematowi Szoty Rustaweliego Rycerz w tygrysiej skórze. Autor „Słownika historyczno-etymologicznego języka osetyńskiego” (1958–1979).
W 1981 został laureatem Nagrody Państwowej ZSRR. Był odznaczony Orderem Czerwonego Sztandaru Pracy, Medalem za Obronę Kaukazu i Medalem za Ofiarną Pracę w Wielkiej Wojnie Ojczyźnianej 1941–1945.